# Santiago Temple
Santiago Temple es una localidad situada en la pedanía Oratorio de Peralta, del departamento Río Segundo, Córdoba, Argentina. A pesar de no poseer Carta Fundacional se fija el año 1888 como su año de fundación.
Está compuesta por 1.343 mujeres y 1.311 hombres, con un total de 2.654 habitantes. Se encuentra situada a 80 km de la ciudad de Córdoba, sobre la Ruta Nacional 19 (Argentina). La localidad se compone de 900 viviendas.
Su principal actividad económica es la agricultura, la ganadería y en menor medida la industria.
Las Fiestas Patronales se celebran anualmente el 13 de junio, el santo patrono es San Antonio de Padua.
Santiago Temple cuenta con el Museo Histórico Municipal "Santiago Temple", donde se encuentran colecciones de objetos líticos indígenas de la zona, objetos de uso vida cotidiana y herramientas rurales antiguas.Cuenta también con una "Biblioteca Popular y Centro Cultural RAYUELA" reconocida por CONABIP, que permite el acceso a la cultura de todos los habitantes
Sobre la Ruta Nacional 19 (Argentina) está ubicada también la tienda de artículos artesanales Regionales Santiago Temple, famosa por tener artesanías de todo tipo y ser la mayor tienda de macetas de la provincia Córdoba.

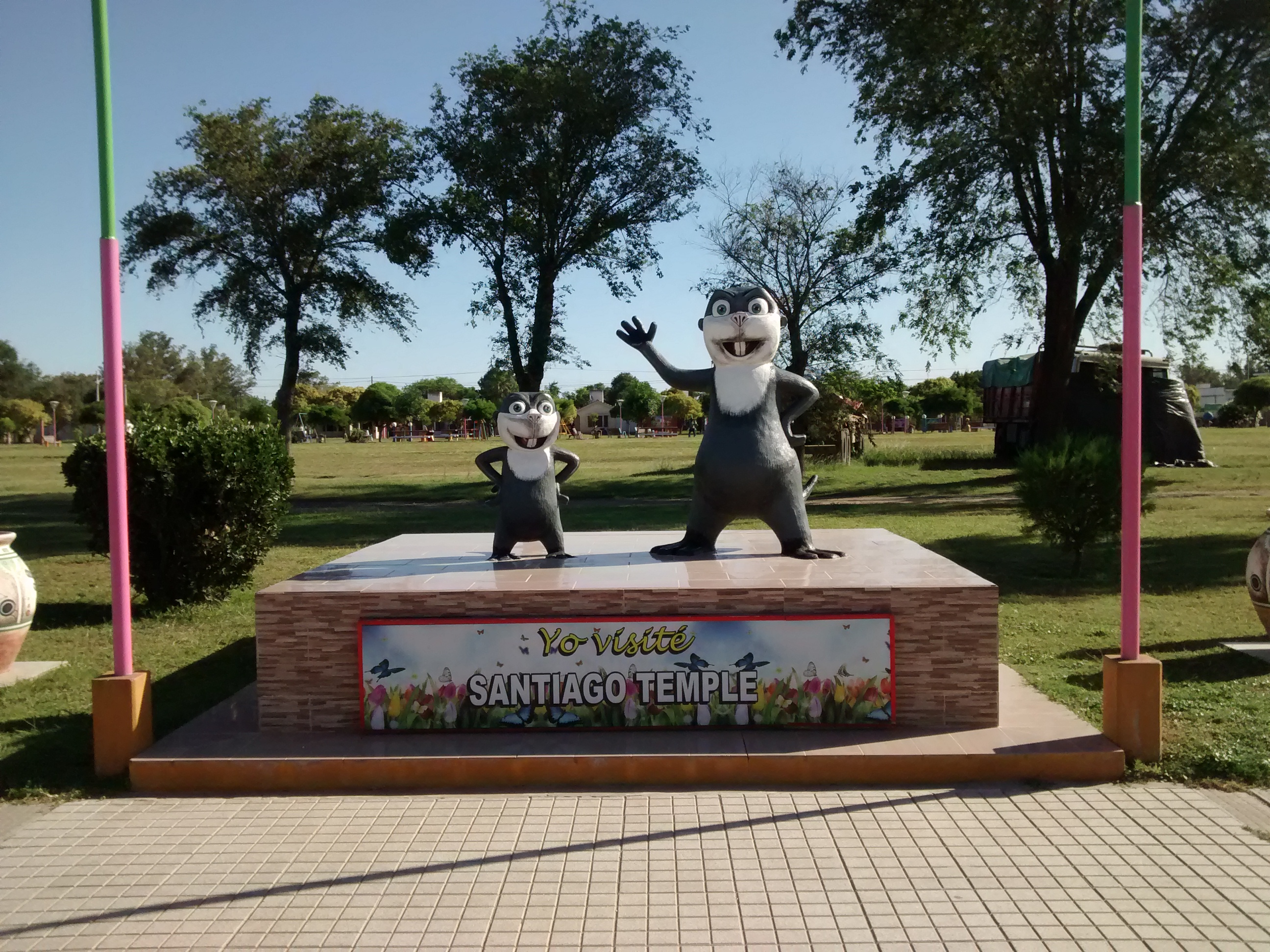
Estatuas de la plazoleta central de Santiago Temple

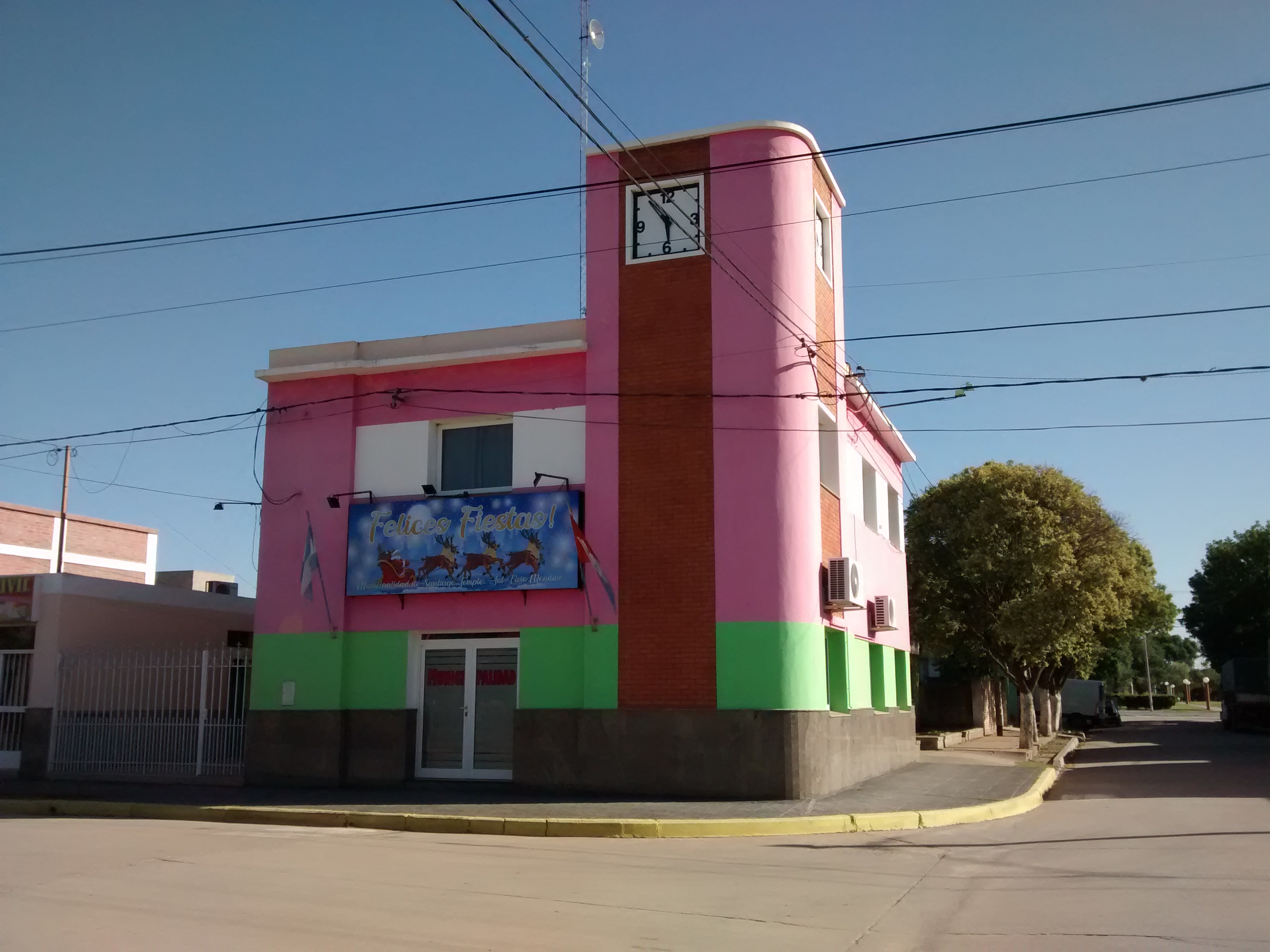
Edificio de la Municipalidad de Santiago Temple

## Estancia Rosa Nicasia
En la zona rural de Santiago Temple, a unos pocos kilómetros al norte de la ruta nacional 19, se encuentra el casco de la estancia Rosa Nicasia, una particular edificación levantada a fines del siglo XX.
Con un estilo a la arquitectura colonial de Nuevo México, esta estancia pertenece a la familia Agüero.
Presenta grandes muros, prominentes viviendas y columnas; y una capilla que parece trasplantada de un pueblito mexicano, donde se consagra a la Virgen de Guadalupe y en honor a los héroes caídos en la guerra de Malvinas.
Este complejo, hoy es destinado al turismo rural cordobés.

## Personalidades
- Gregorio Baro, científico argentino de renombre internacional, especialista de la radioquímica.
- Raúl Navarro, futbolista que desarrolló su carrera en Argentina y Colombia.
- Gustavo Osvaldo Bordicio, futbolista que desarrolló su carrera en Argentina en clubes de primera división, Nacional B y el Federal Argentino.

## Parroquias de las Iglesia católica en Santiago Temple
| Diócesis  | San Francisco        |
| --------- | -------------------- |
| Parroquia | San Antonio de Padua |